# 小行星2082
小行星2082（2082 Galahad）是一颗绕太阳运转的小行星，为主小行星带小行星。该小行星于1960年10月17日发现。
該小行星以亞瑟王傳說的圓桌騎士加拉哈德命名。

## 轨道参数
小行星2082的轨道半长轴为2.9261994 UA，离心率为0.159。